# Clarensac
Clarensac är en kommun i departementet Gard i regionen Occitanien i södra Frankrike. Kommunen ligger i kantonen Saint-Mamert-du-Gard som tillhör arrondissementet Nîmes. År 2022 hade Clarensac 4 257 invånare.

## Befolkningsutveckling
Antalet invånare i kommunen Clarensac
Referens:INSEE